# Entradas e Bandeiras
Entradas e Bandeiras são designações convencionais de diversas expedições, organizadas e compostas por membros da sociedade civil brasileira, que tinham por objetivo a exploração territorial das possessões portuguesas no continente americano, bem como a captura e escravização de indígenas.
Essas expedições tiveram início nos primórdios da colonização, no século XVI, e término em meados do século XVIII, contribuindo para expansão territorial das possessões portuguesas para além dos limites estabelecidos no Tratado de Tordesilhas e delimitando as fronteiras do Brasil atual; embora não tivessem esse objetivo.
É comum a utilização do termo “monções” para designação das expedições que seguiam por vias fluviais.

## Estrutura

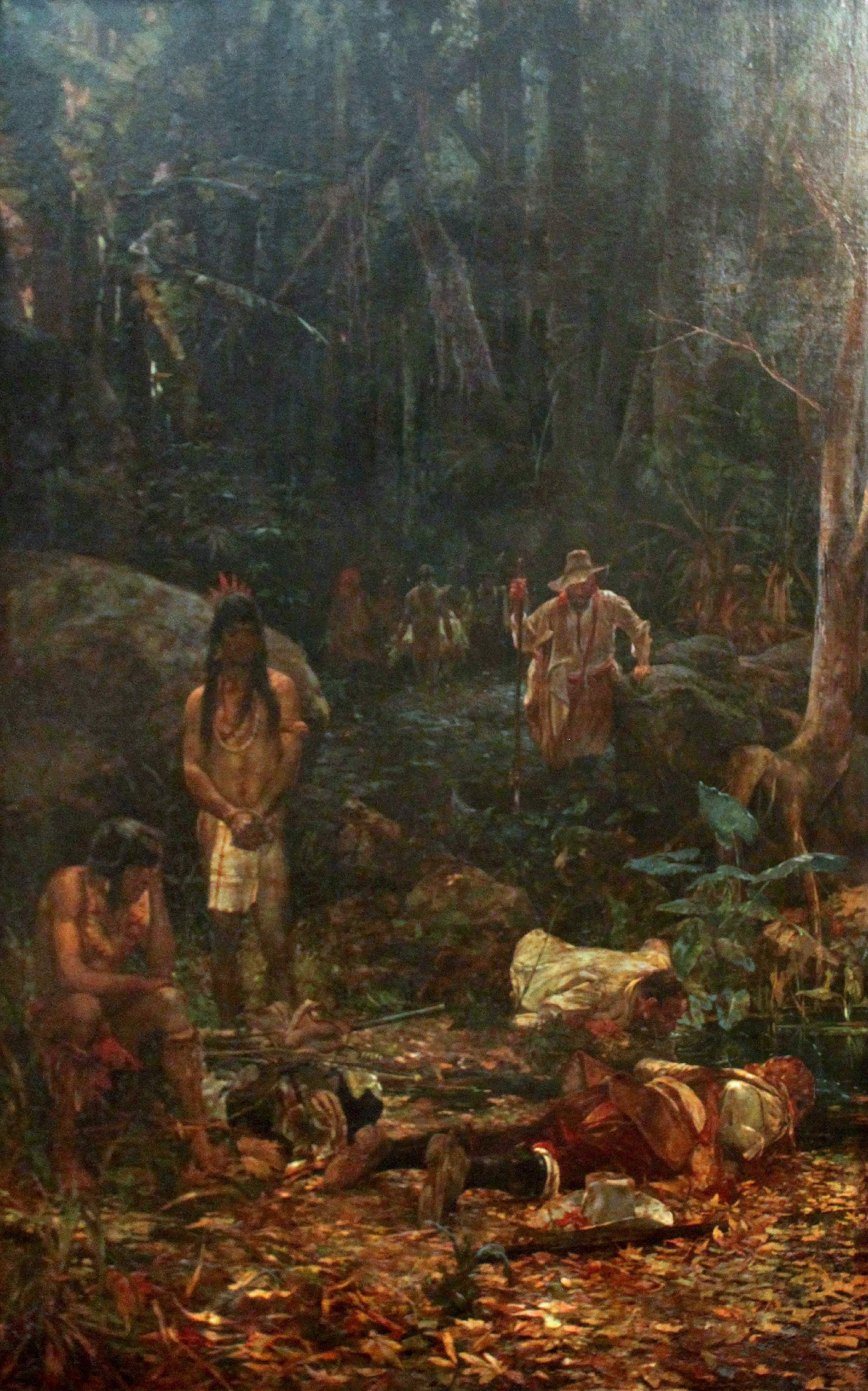
Os Bandeirantes - pintura de Henrique Bernardelli, 1889

Fatores como: objetivos, número de componentes, experiência do grupo, distância a percorrer, tempo de viagem e financiamento, eram variáveis determinantes da estrutura de uma expedição. Qualquer generalização que se faça sobre o assunto, estará distante da realidade.
Apesar disso, é possível dizer que, nas Bandeiras paulistas, seus integrantes eram quase todos mamelucos e índios que utilizavam, em larga escala, armas indígenas como: arco e flecha, borduna e azagaia. A alimentação era a ofertada pela floresta, obtida pela caça, pesca e coleta de frutas e raízes.
Ao contrário do que retrataram artistas plásticos, em seus quadros e esculturas, os bandeirantes não usavam roupas de boa qualidade e nem botas. Usavam roupas rústicas, de algodão, e andavam descalços. Alguns enrolavam tiras de couro nas pernas, para protegê-las, e colete de couro, acolchoado, que os protegia, precariamente, das flechas inimigas.
As monções eram expedições mais bem estruturadas que as terrestres: contavam com animais, para o transporte das armas e víveres; barcos largos, que permitiam o transporte dos animais; e outras coisas mais.

## Resenha histórica
Por tratar-se de organizações civis, essas expedições nem sempre estavam vinculadas aos interesses da Coroa Portuguesa, mas sim, aos interesses de seus financiadores.
Atribuiu-se o nome de Entradas, genericamente, às expedições predominantemente financiadas pela Coroa Portuguesa. O nome Bandeira, que provavelmente tem origem no costume tupiniquim de se levantar uma bandeira em sinal de guerra, é atribuído às expedições predominantemente financiadas por membros da sociedade civil; especialmente às que partiram de São Paulo.
As Entradas e as Bandeiras estão diretamente relacionadas com a escravização do índio, elemento fundamental para os planos de colonização do território brasileiro. A expansão territorial das possessões portuguesas, para além dos limites estabelecidos no Tratado de Tordesilhas, não foi uma coisa planejada pela Coroa Portuguesa, mas sim, consequência da caça aos índios e da busca de minérios a que se dedicavam as Bandeiras paulistas.
Apesar do grande número de estudos sobre o assunto, são enormes as divergências encontradas na historiografia brasileira. Muitos pontos permanecem obscuros e as dificuldades na obtenção de informações detalhadas sobre as formações desses grupos são, em grande parte, responsáveis pelas divergências entre os autores. Relatos extremistas, que descrevem as Bandeiras como expedições organizadas por bravos heróis, ou por desprezíveis facínoras, na maioria das vezes servem a interesses político-ideológicos e não correspondem à verdade.
A partir do final do século XX, o repúdio à escravização do índio e à destruição de quilombos, deu origem a uma série de críticas às Bandeiras. Os bandeirantes, antes lembrados como heróis, passaram a ser vistos como facínoras; o que é um erro, pois não devemos julgar as ações do passado utilizando a moral do presente. As ações humanas devem ser analisadas e avaliadas de acordo com a moral e as leis de sua época.
A escravidão só passou a ser entendida como algo abominável e inaceitável a partir do século XIX. Até então, ela fora aceita e praticada em todos os continentes, por quase todos os povos, e nem sempre tinha relação com diferenças étnicas. Um indivíduo podia tornar-se escravo por diversos motivos, como: ter sido derrotado em uma guerra; ter contraído dívidas e não ter conseguido pagá-las; ter cometido um crime; ter se oferecido como escravo em troca de alimentos ou bens para a salvação de seus familiares; ser considerado culturalmente inferior; entre outros.

## Entradas

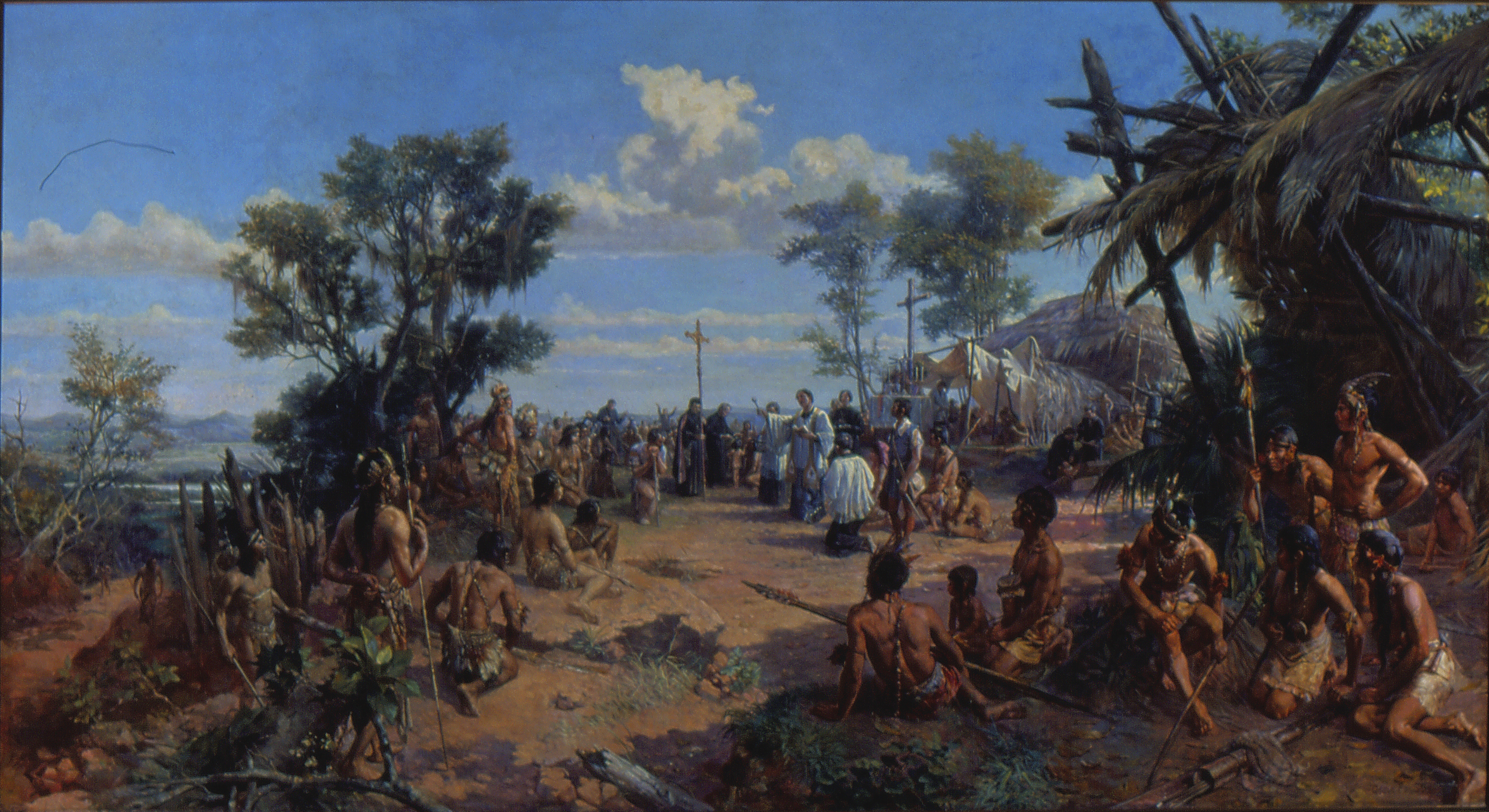
Fundação da cidade de São Paulo - pintura de Oscar Pereira da Silva - acervo USP

As Entradas precederam as Bandeiras.
Organizadas e financiadas pela Coroa Portuguesa, as primeiras Entradas, ocorridas no norte e nordeste do país, tiveram como objetivo a exploração territorial, o mapeamento, o estabelecimento de currais para criação de gado e roçados para agricultura acessória. Depois as incursões passaram a ter os mais variados objetivos como: conquista de territórios ocupados por índios; captura de índios para o trabalho escravo nas lavouras; prospecção de minérios e pedras preciosas; reconhecimento das drogas do sertão e captura de negros escravos fugitivos, entre outros.
A necessidade de mão de obra para as lavouras e a possibilidade de obtenção de riqueza, com a descoberta de minérios e pedras preciosas, eram as motivações principais dos sertanistas. Além disso, também buscavam a obtenção de títulos, honras e benefícios, como prêmios pelos serviços prestados à Coroa. Esses títulos eram carregados de simbolismo e garantiam uma invejável ascensão social.
Quando os portugueses iniciaram a monocultura de cana-de-açúcar, nas regiões norte e nordeste da colônia, logo perceberam que a mão de obra indígena não apresentava os resultados desejados. Além disso, interesses comerciais internacionais pressionaram a Coroa Portuguesa a desistir dos escravos indígenas, substituindo-os por escravos africanos; o que logo foi feito. Com a entrada da mão de obra africana, as Entradas para o sertão diminuíram naquelas regiões.

### Destaques
Algumas Entradas
| Ano  | Capitão                          | Objetivos/Resultados |
| ---- | -------------------------------- | --- |
| 1553 | Brás Cubas e Antônio de Oliveira | Fundação da vila de Sto. André, no povoado formado por João Ramalho. |
| 1554 | Brás Cubas e Antônio de Oliveira | Com apoio de João Ramalho e do cacique Tibiriçá, acompanharam os padres jesuítas, Manoel da Nóbrega e José de Anchieta, que fundaram a vila de São Paulo. |
| 1554 | Francisco Bruza Espinosa         | Partiu de Porto Seguro, na Bahia, e chegou ao atual estado de Minas Gerais, onde fundou uma vila, atualmente município de Espinosa. Percorreu tabuleiros de pastagens naturais, identificando jazidas de sal mineral.                                                                                              |
| 1560 | Brás Cubas                       | Partindo de Santos, alcançou o planalto e seguiu pelo vale do rio Paraíba do Sul até à serra da Mantiqueira, alcançando o vale do rio das Velhas de onde, a partir de sua foz, teria seguido pelo Vale do São Francisco até à barra do rio Paranamirim, retornando à Capitania de São Vicente pelo mesmo percurso. |
| 1618 | Belchior Dias Moreira            | Percorreu o sertão de Sergipe e, na volta, alegou ter encontrado minas de prata. As minas não existiam e a história virou lenda. |

## Bandeiras

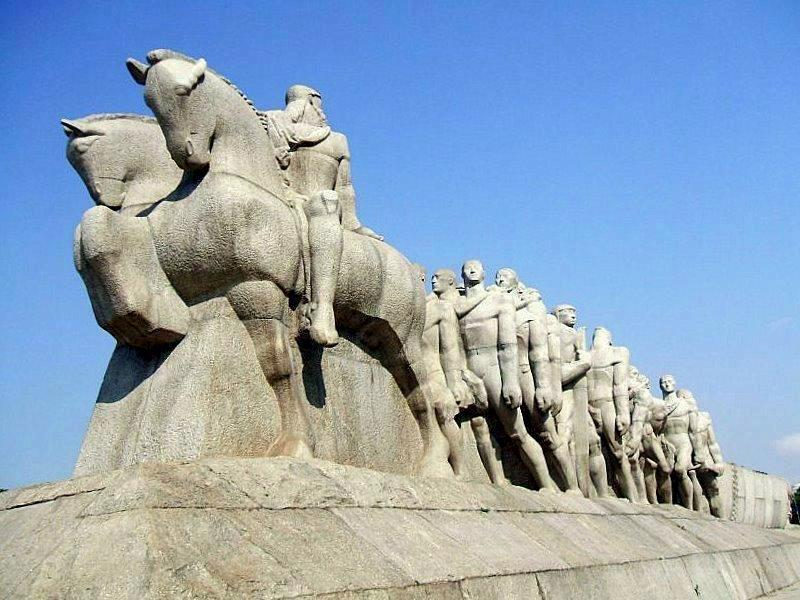
Monumento às Bandeiras, de Victor Brecheret, no Parque do Ibirapuera em São Paulo

Se a mão de obra africana acabou tomando o lugar da mão de obra indígena, nas grandes lavouras de cana-de-açúcar das regiões norte e nordeste da colônia, o mesmo não ocorreu na vila de São Paulo de Piratininga.
Fora do eixo econômico da colônia, São Paulo tinha uma população pobre, que praticava a lavoura de subsistência e não tinha condições de comprar escravos africanos. As miseráveis condições sociais que imperavam na vila de São Paulo motivaram os paulistas a continuar adentrando o sertão em busca do índio. Mais tarde, passaram a buscar também, minérios e pedras preciosas.
Na vila de São Paulo, o trabalho do índio era importante não apenas nas lavouras e propriedades de seus senhores, mas também na manutenção e limpeza de logradouros públicos, caminhos, pontes e edificações, sendo uma espécie de escravo público que prestava serviços para o bem comum.
Em 1570, a Coroa Portuguesa proibiu a caça aos índios. Apesar de não proibir a escravidão, a carta régia impunha que os índios só poderiam ser apreendidos e escravizados nas chamadas Guerras Justas, que só podiam ser decretadas pelo Rei. A determinação caiu como uma bomba sobre a cabeça dos paulistas, que em 1585 apresentaram um longo requerimento ao capitão-mor da província, Jerônimo Leitão, onde pediam autorização para iniciar guerra contra os índios Carijós.
Pressionado pelos paulistas, mas sem poder desacatar a determinação real, Jerônimo Leitão autorizou a formação de uma Bandeira, não para caçar índios, mas para persuadi-los, por vias pacíficas, a se tornarem escravos. Mas o texto fazia a seguinte observação:
| “ | "... não querendo vir o dito gentio com estas condições em tal caso o dito capitão com os que em sua companhia estiverem tomará determinação de como se há de tratar com o gentio que não quiser vir em paz ..." (Ibid., p. 279-280) | ” |

Absurdamente criava-se a possibilidade de que índios selvagens, que viviam livremente em suas aldeias, distantes da vila, pudessem desejar se tornar escravos. Mas se eles não desejassem, o capitão da Bandeira estava autorizado a adotar as medidas que julgasse necessárias para “convencê-los”.
Movidos pela necessidade de conseguir mão de obra barata, e amparados por decisões legais semelhantes a essa, os paulistas continuaram organizando Bandeiras de caça aos índios. Com o passar dos anos, tornaram-se hábeis guerreiros, conhecedores das matas. Percorreram longas distâncias e fundaram povoados que depois viraram cidades.
Não eram apenas os proprietários rurais que faziam uso da mão de obra indígena. A pretexto de inserir o índio na sociedade, dentro dos princípios cristãos, os padres jesuítas domesticavam e profissionalizavam o índio. Depois faziam uso dessa mão de obra em suas propriedades, que não eram poucas. Apesar de não fazerem uso da força, o trabalho dos jesuítas também era de exploração da mão de obra indígena, e não contava com apoio da Coroa Portuguesa nem da Igreja Católica.
Se, para os bandeirantes, convencer índios selvagens a se tornarem escravos era algo improvável, o mesmo não ocorria para com os índios domesticados pela Companhia de Jesus. Acostumados ao trabalho junto aos jesuítas, e submetidos à rígida disciplina cristã, os índios a serviço dos padres tornaram-se presas fáceis dos bandeirantes, que não necessitavam empreender muitos esforços para convencê-los a servir outro senhor. O alvo das Bandeiras passou a ser as missões jesuíticas distantes da Vila de São Paulo, mas os padres do planalto tomaram as dores de seus colegas e começaram a excomungar os bandeirantes. Os habitantes de São Paulo ficaram do lado dos bandeirantes e também começaram a ser excomungados. Os atritos terminaram com a expulsão dos jesuítas de São Paulo, em 13 de julho de 1640, e as Bandeiras de caça aos índios continuaram.

### Bandeiras de prospecção

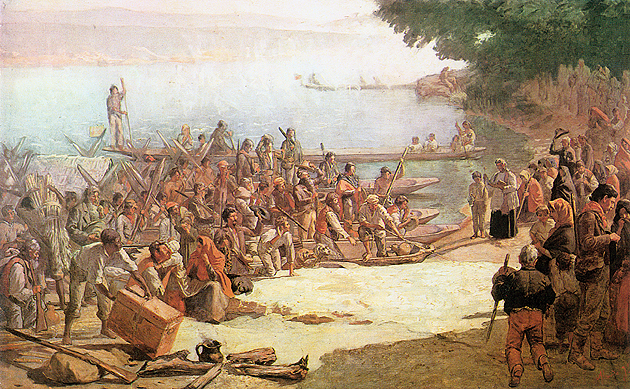
Partida da Monção - do pintor Almeida Junior

Em meados do século XVII, São Paulo começou a organizar Bandeiras destinadas à procura de minérios, as chamadas Bandeiras de prospecção. Por volta de 1677, Manoel Borba Gato e Garcia Rodrigues Paes Leme, remanescentes da Bandeira de Fernão Dias, encontram ouro nas proximidades do Rio das Velhas, onde hoje estão as cidades mineiras de Sabará e Lagoa Santa. Também descobriram ouro na Serra do Sabarabuçu e nos ribeirões do Carmo e do Tripuí.
Por conta da descoberta do ouro, em 1720 a capitania de São Paulo foi dividida, criando-se a Capitania de Minas Gerais.

### Bandeiras de contrato
Em meados do século XVII, os paulistas começaram a ser contratados por proprietários rurais do norte e nordeste do país, e pela própria Coroa Portuguesa, para uma espécie de atividade mercenária. Os contratos tinham por objetivo a criação de Bandeiras para combater índios hostis e destruir quilombos.
Bandeiras paulistas destruíram, por contrato, a Confederação dos Cariris, no Ceará e no Rio Grande do Norte. Em 1694, a Bandeira de Domingos Jorge Velho, contratada pelo governador de Pernambuco, Caetano de Melo e Castro, destruiu o Quilombo dos Palmares, símbolo da resistência negra por mais de um século.

### Destaques
Algumas Bandeiras
| Ano  | Capitão                                        | Modalidade                                  | Objetivos/Resultados |
| ---- | ---------------------------------------------- | ------------------------------------------- | --- |
| 1562 | João Ramalho                                   | Bandeira de defesa territorial              | São Paulo havia sido atacada por índios da Confederação dos Tamoios e os bandeirantes revidaram, atacando tribos indígenas que viviam na região do Rio Paraíba do Sul.                                                                                                  |
| 1628 | Antônio Raposo Tavares e Manuel Preto          | Bandeira de preação e conquista territorial | Atacaram às missões jesuíticas do Guayrá e construíram um forte às margens do Rio Tibaji. O objetivo desta, e de outras Bandeiras que atacaram a região, era acabar com o domínio espanhol; o que foi conseguido em 1638, quando a Ciudad Real del Guayrá foi arrasada. |
| 1640 | Emilinho                                       | Bandeira de conquista territorial           | Fundou povoado em Santa Catarina. |
| 1658 | Manuel Loureço de Andrade                      | Bandeira de conquista territorial           | Fundou a Vila de São Francisco do Sul, primeiro povoado catarinense alçado à condição de Vila, tendo sido seu primeiro Capitão-Mor. |
| 1673 | Manuel de Campos Bicudo                        | Bandeira de prospecção                      | Desbravou os sertões do que hoje é o Mato Grosso, onde descobriram uma serra que batizaram de Serra dos Martírios e encontrou algumas pepitas de ouro. |
| 1675 | Francisco Dias Velho                           | Bandeira de conquista territorial           | Fundou povoado na Ilha dos Patos, hoje Florianópolis. |
| 1694 | Domingos Jorge Velho                           | Bandeira de Contrato                        | Guerra contra o Quilombo dos Palmares que termina com a destruição do quilombo e a morte de Zumbi. |
| 1698 | Antônio Dias de Oliveira                       | Bandeira de prospecção                      | Partindo de Taubaté, encontra riquíssimo veio de ouro na região onde hoje está o Estado de Minas Gerais. |
| 1722 | Bartolomeu Bueno da Silva (o Anhanguera filho) | Bandeira de Prospecção                      | Parte de São Paulo para o sertão de Goiás e encontra ouro em abundância no Rio Vermelho. |